# Charles Hepburn-Stuart-Forbes-Trefusis (20e baron Clinton)
Charles Henry Rolle Hepburn-Stuart-Forbes-Trefusis (2 mars 1834 - 29 mars 1904) est un homme politique conservateur britannique. Il est Sous-secrétaire d'État à l'Inde de 1867 à 1868. Il est le 20e baron Clinton.

## Jeunesse et éducation
Il est né à Rome en 1834, fils aîné des huit enfants de Charles Trefusis (19e baron Clinton), et Lady Elizabeth Georgiana Kerr, fille de William Kerr (6e marquis de Lothian),. Son père éprouve à l'époque des difficultés financières car les biens hérités de son propre père sont lourdement hypothéqués, en partie pour payer des pensions à d'autres membres de la famille. Son frère cadet est Mark Rolle (en) (1835-1907) (né Mark George Kerr Trefusis), de Stevenstone, St Giles in the Wood, High Sheriff of Devon en 1864, lieutenant adjoint de Devon et High Steward de Barnstaple, qui change de nom en raison d'un héritage de son oncle, John Rolle (1er baron Rolle) (en) (1750–1842). La majeure partie des domaines de son père dans le Devon et le titre de baron Clinton sont venus par mariage au sein de la riche famille Rolle de Heanton Satchville à Petrockstowe, une branche cadette des Rolles encore plus riches de Stevenstone. Lorsque le manoir Rolle de Heanton Satchville brûle, le Lord Clinton de l'époque achète un domaine de l'autre côté de la vallée dans la petite paroisse de Huish, et rebaptise le manoir existant Heanton Satchville. 
Il fait ses études au Collège d'Eton. En 1854, il obtient son diplôme avec mention en droit et en histoire moderne à Christ Church, Oxford. 

## Carrière politique
Clinton est élu à la Chambre des communes pour Devon North en 1857, un siège qu'il occupe jusqu'à ce qu'il succède à son père à la pairie en 1866 et entre à la Chambre des lords. 
En juillet 1867, il est nommé sous-secrétaire d'État à l'Inde dans le gouvernement conservateur du comte de Derby. Il conserve cette fonction également lorsque Benjamin Disraeli devient Premier ministre en février 1868. Le gouvernement tombe en décembre de la même année. Clinton n'occupe alors plus de poste politique, mais est commissaire à la charité de 1874 à 1880. En dehors de sa carrière politique, il est également Lord Lieutenant du Devon entre 1887 et 1904. Il est président des Devon Quarter Sessions, l'organisme gouvernemental local du Devon, et est le premier président de son remplaçant, le Conseil du comté du Devon nouvellement formé de 1889 à 1901. 

## Propriété foncière et richesse
Lord Clinton possède en Angleterre des propriétés de 18 135 acres, dont 14 431 dans le Devon, d'une valeur de 23 246 £ par an, et en Écosse de 16 655 acres d'une valeur de 14 230 £ par an. Cela contraste avec son ancienne allocation annuelle reçue de son père au moment de son premier mariage de 700 £ par an. 

## Mariage et descendance
Lord Clinton se marie deux fois. En 1858 à Fasque, près de Fettercairn en Écosse, il épouse sa cousine germaine Harriet Williamina Hepburn-Forbes (décédée en 1869), fille et héritière de John Stuart Hepburn-Forbes, 8e baronnet (décédé en 1867), de Fettercairn et Pitsligo, Ecosse. Les mères de chacune sont les filles de William Kerr, marquis de Lothian, et leurs familles se sont initialement opposées au mariage pour des raisons de consanguinité. En 1867, conformément au testament de son beau-père il prend par licence royale les noms de famille et les armes supplémentaires de Hepburn-Stuart-Forbes. Avec Harriet, il a cinq enfants: 
- Charles Hepburn-Stuart-Forbes-Trefusis (21e baron Clinton) (18 janvier 1863-2 juin 1948)
- Henry Walter Hepburn-Stuart-Forbes-Trefusis (8 décembre 1864-2 juin 1948)
- Ada Harriet Hepburn-Stuart-Forbes-Trefusis (décédée célibataire le 14 octobre 1945)
- Mary Elizabeth Hepburn-Stuart-Forbes-Trefusis (décédée célibataire le 7 juin 1954)
- Margaret Adela Hepburn-Stuart-Forbes-Trefusis, épouse le révérend Leonard Jauncey White-Thomson, évêque d'Ely (décédé le 20 mars 1939)

Après la mort de sa première femme en 1869, Lord Clinton se remarie en 1875 avec Margaret Walrond (décédée en 1930), fille de John Walrond (1er baronnet), de Bradfield House, Uffculme, Devon. En tant que Lady Clinton, Margaret organise le cadeau de mariage de perles «Ladies of Devonshire» pour Mary de Teck, la future reine Mary. Avec Margaret, il a sept autres enfants:  
- John Frederick Hepburn-Stuart-Forbes-Trefusis (en) (14 janvier 1878 - décédé des suites de blessures le 24 octobre 1915)
- Walter Alexander Hepburn-Stuart-Forbes-Trefusis (1er juillet 1879 - 11 juillet 1926)
- Schomberg Charles Hepburn-Stuart-Forbes-Trefusis (22 mars 1882 - 11 octobre 1974)
- Robert Henry Hepburn-Stuart-Forbes-Trefusis (1er juillet 1888 - 1er juillet 1958)
- Edith Hepburn-Stuart-Forbes-Trefusis (12 février 1876-13 avril 1934)
- Evelyn Mary Hepburn-Stuart-Forbes-Trefusis (3 juillet 1883 - 5 janvier 1963), mariée au colonel Harry Stuart Ravenhill
- Harriet Margaret Hepburn-Stuart-Forbes-Trefusis (née le 20 mars 1891 - 2 février 1975), mariée au lieutenant-colonel Eustace Maurice Widdrington-Bell

Lord Clinton est décédé d'une insuffisance cardiaque au Caire en mars 1904, à l'âge de 70 ans, où il était allé pour des raisons de santé et est enterré à l'église St Andrew's, South Huish, qu'il a reconstruite en mémoire de sa première épouse Harriet. Il est remplacé dans la baronnie par son fils aîné de son premier mariage, Charles Hepburn-Stuart-Forbes-Trefusis, 21e baron Clinton.